# Ocean Infinity
Ocean Infinity — американская компания по исследованию морского дна, основанная в Хьюстоне в штате Техас, в июле 2017 года.

## Деятельность
Была создана и возглавляется по настоящее время генеральным директором — Оливером Планкеттом (англ. Oliver Plunkett) и главным операционным директором — Мелани Смит (англ. Melanie Smith). Неизвестен собственник компании, но, согласно Sky News, Энтони Клэйк (англ. Anthony Clake) — британский партнер в хедж-фонде Marshall Wace, инвестор нескольких океанских спасательных компаний — является основным её акционером. Газета South China Morning Post сообщала, что компания также связана с несколькими лицами и организациями, заинтересованными в разведке морского дна и проведении спасательных операций.
Вскоре после своего основания Ocean Infinity арендовала норвежское судно Seabed Constructor на шесть лет, укомплектовав корабль двумя дистанционно управляемыми подводными аппаратами, шестью автономными подводными аппаратами и восемью беспилотными надводными аппаратами, которые могут ежедневно проводить поиски на поверхности океана  до 1000 квадратных километров. В июле 2018 года Ocean Infinity подписала семилетний контракт на строительство подводного корабля Island Pride.
Компания Ocean Infinity была привлечена в поиск пропавшего лайнера рейса 370 Malaysia Airlines в начале 2018 года, результат был отрицательным. Позже в этом же году Ocean Infinity обнаружила место крушения аргентинской подводной лодки «Сан-Хуан».
Наряду с поиском пропавшей в океане техники, компания проводит съёмку морского дна в целях поиска энергоносителей: она исследовала в середине 2018 года дно газового месторождения Скарборо, расположенного в Индийском океане, северо-западнее Австралии.